# Човгузов
Човгузов (укр. Човгузів) — село в Теофипольском районе Хмельницкой области Украины.
Население по переписи 2024 года составляло 688 человек. Почтовый индекс — 30610. Телефонный код — 3844. Занимает площадь 2,277 км². Код КОАТУУ — 6824786501.

## Местный совет
30610, Хмельницкая обл., Теофипольский р-н, с. Човгузов, ул. Ленина, 13, тел. 9-94-23; 9-95-47